# Younginiformes
Los younginiformes (Younginiformes) son un orden extinto de saurópsidos (reptiles) diápsidos basales. Es un nombre de reemplazo para Eosuchia, propuesto por Alfred Romer en 1947.
Eosuchia, creado por Robert Broom en 1914, se había convertido en un cajón de sastre que incluía formas diversas y poco relacionadas que habían vivido desde el Carbonífero hasta el Eoceno. Romer propuso que fuese sustituido por Younginiformes, grupo en el que incluyó la familia Younginidae y algunas otras similares, del Pérmico al Triásico; a la práctica pueden considerarse como Eosuchia en sentido estricto.
Según recientes estudios, tampoco está claro que los Younginiformes  sean un grupo monofilético y podrían representar un grado evolutivo de los diápsidos permo-triásicos de Sudáfrica que agruparía una colección de géneros no más estrechamente emparentados entre ellos que con el resto de los reptiles.

## Taxonomía
Los younginiformes o eosuquios en sentido estricto incluyen los siguientes géneros:
- ?Noteosuchus
- Galesphyrus
- Heleosuchus
- Thadeosaurus
- Youngina
- Hovasaurus
- Tangasaurus
- Kenyasaurus
- Acerosodontosaurus[2]